# Iedera de Jos, Dâmbovița
Iedera de Jos este satul de reședință al comunei Iedera din județul Dâmbovița, Muntenia, România.
 Acest articol despre o localitate din județul Dâmbovița este deocamdată un ciot. Puteți ajuta Wikipedia prin completarea lui.